# Ганц, Вильгельм
Вильгельм Ганц (нем. Wilhelm Ganz; 6 ноября 1833, Майнц — 12 сентября 1914, Лондон) — британский дирижёр и органист немецкого происхождения. Сын Адольфа Ганца, брат Эдуарда Ганца.
Учился музыке в семье, в 1847 году последовал за своим отцом, возглавившим немецкую оперную труппу в Лондоне, а затем дирижировавшим в Театре Её Величества; помогал отцу как корепетитор. Концертировал в Англии как скрипач и пианист, с 1852 года работал органистом в лютеранской церкви в Лондоне. Дирижировал оркестром Нового филармонического общества, основанным в 1852 году Генри Уайлдом и Гектором Берлиозом, а после ухода Уайлда на покой в 1879—1882 гг. руководил этим оркестром; дирижировал британской премьерой Фантастической симфонии Берлиоза. В 1880-е гг. профессор клавира и пения в Гилдхоллской школе музыки. Опубликовал книгу воспоминаний (англ. Memories of a Musician. Reminiscences of Seventy Years of Musical Life; 1913).